# Сельское поселение Натальино
Сельское поселение Натальино — муниципальное образование в Безенчукском районе Самарской области.
Административный центр — село Натальино.

## Административное устройство
В состав сельского поселения Натальино входят:
- село Натальино,
- село Калиновка,
- село Нижнеоброчено,
- село Новонатальино,
- село Потуловка.